# Dewa 19

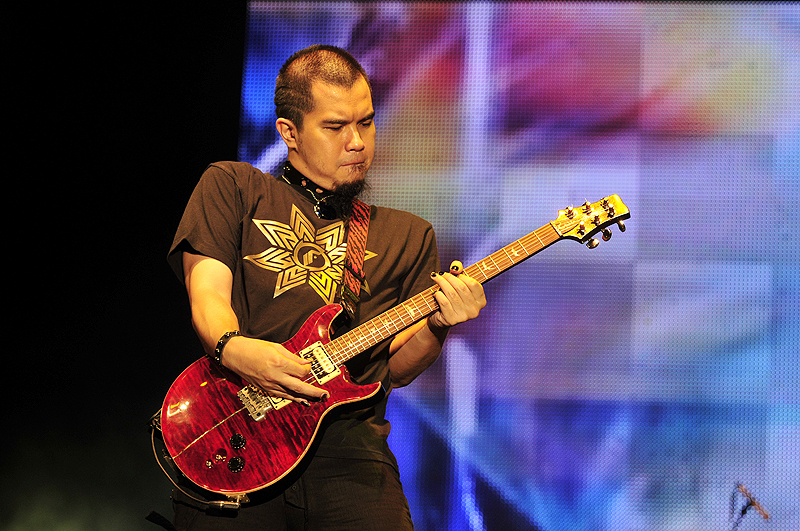
Dewa 19

Dewa 19 is een hedendaagse band uit Indonesië.

## Bezetting
Sinds 1986 zijn er een hoop veranderingen in de line-up van de band geweest, maar momenteel bestaat Dewa 19 uit:
- Dhani Ahmad Prasetyo (keyboard, gitaar en vocals),
- Andra Junaidi (gitaar),
- Elfonda Mekel (Once) vocals),
- Setyo Nugroho (Tyo) (drums),
- Yuke Sampurna (gitaar).

De band Dewa 19 komt oorspronkelijk uit Soerabaja.
De band werd geformd in 1986 door vier studenten waarbij de D voor Dhani E voor Erwin Prasetya (basgitaar), W voor Wawan Juniarso (drums) en de A voor Andra (gitaar) staat. Dewa betekent in het Indonesisch ook God.

## Het begin
In 1988 verliet Wawan de band, waarbij hij  samen met Ari Lasso de band Outsider begon. Dewa veranderde de naam in 'Down Beat', onder die naam waren zij in dat tijdsbestek erg populair.
Toen de band 'Slank' populair begon te worden werd Wawon gevraagd of hij bij Down beat wilde komen, ook Ari Lasso werd uitgenodigd. Toen gingen zij verder onder de naam 'Dewa 19'. Zij hadden de 19 er aantoegevoegd omdat zij 19 jaar waren toen de groep bij elkaar kwam.
Toen waren zij van plan om een album op te nemen, maar waarna Soerabaja niet de benodigdheden bood gingen zij naar Jakarta. Hier hadden zij problemen om een platenmaatschappij te vinden, maar Dewa 19 vond wel de mogelijkheid om de masterplaat op te nemen bij Team Masters.

## Albums
1. 1992 - Dewa 19
2. 1994 - Format Masa Depan
3. 1995 - Terbaik Terbaik
4. 1997 - Pandawa Lima
5. 2000 - Bintang Lima
6. 2002 - Cintailah Cinta
7. 2004 - Laskar Cinta
8. 2006 - Republik Cinta
9. 2007 - Kerajaan Cinta

## Livealbums
1. 2004 - Atas Nama Cinta I
2. 2004 - Atas Nama Cinta II
3. 2005 - DVD Live in Japan (Limited Edition)

## Compilaties
1. 1999 - The Best Of Dewa 19

## Sideprojects
- Ahmad Band
- The Rock
- Andra and the Backbone